# Михаел Михалев
Михаел Михалев е български футболист, защитник. Роден на 7 април 1990 г. в Провадия. Носи екипа на Спартак (Варна).

## Кариера
Михалев дебютира за първия отбор на 12 ноември 2008 г., при загуба с 1:2 от Пирин (Благоевград) в мач от турнира за Купата на България.

## Статистика по сезони
| Сезон   | Отбор        | Първенство | Мачове | Голове |
| ------- | ------------ | ---------- | ------ | ------ |
| 2008/09 | Спартак (Вн) | А група    | 1      | 0      |
| 2009/10 | Спартак (Вн) | Б група    | 13     | 0      |
| 2010/11 | Спартак (Вн) | В група    | 21     | 1      |
| 2011/12 | Спартак (Вн) | Б група    | 5      | 0      |